# Алкивиад Первый (диалог Платона)
Алкивиад Первый (др.-греч. Ἀλκιβιάδης αʹ) — сократический диалог Платона, в котором описывается беседа Сократа с Алкивиадом о том, что человеку стоит отказаться от претензий на власть, пока он, преодолев свое самомнение, не научится, познавая себя в общении с другими, добродетелям рассудительности и справедливости. События диалога, вероятно, относятся к 434 г. до н. э., «к тому времени, когда Алкивиад достиг 18 лет и получил право голоса в народном собрании, а значит, стал подумывать о политической деятельности». Платоники (Альбин и Диоген Лаэртий) рассматривали «Алкивиад Первый» как образец майевтического диалога (см. также Сократический метод). Комментарии к этому диалогу писали такие философы как Гарпократион из Аргоса, Ямвлих, Прокл Диадох и Олимпиодор.

## Содержание
Сократ подходит к Алкивиаду, отмечая, что раньше чуждался того по повелению своего внутреннего голоса (даймониона), теперь же, когда Алкивиад вырос, духовная любовь к нему заставляет Сократа помочь ему разобраться в намерениях того. Сократ спрашивает, по какому вопросу Алкивиад собирается с трибуны давать советы афинскому народному собранию, и тот отвечает, что о делах войны и мира, и вообще о "государственных делах" (греч. πόλεως πραγμάτων) (107d). Сократ замечает, что для этого Алкивиад должен иметь понятие о наилучшем в этих делах, а "лучшее - это более справедливое" (109d). Сократ спрашивает, у кого Алкивиад научился справедливости, но Алкивиад отвечает, что сам ей научился. Сократ признает, что такое возможно, но если только Алкивиад когда-то до того бы понял, что не знает, что есть справедливость и понял бы, что ее нужно постичь. Однако Алкивиад не может вспомнить такого, а потому начинает утверждать, что научился понимать справедливость от многих других людей. Сократ признает, что многие могут научить самым простым вещам, в частности, называть вещи, но не более сложным искусствам, относительно предмета которых они постоянно спорят и не способны достичь согласия. В частности, Сократ подчеркивает, что "Илиада" и "Одиссея" Гомера "посвящены разногласию по вопросам справедливости и несправедливости" (112b). Из этого Сократ делает вывод, что Алкивиад не знает, что такое справедливость. Алкивиад говорит, что это действительно следует из слов Сократа. Сократ не соглашается, говоря, что это следует из самих ответов Алкивиада, поскольку не вопрошающий, а отвечающий утверждает (112е - 113b). Алкивиад говорит, что собирается объяснять афинянам, что справедливое - не то же самое, что полезное, но Сократ тут же отвечает, что Алкивиад вряд ли понимает, что такое полезное, если также этому не учился и не познавал это сам. В ходе специфического майевтического маневрирования вопросами (115а - 116е) Сократ доказывает, что нельзя различать справедливое и полезное, поскольку справедливое - это прекрасное (греч. καλόν), а прекрасное - это хорошее (греч. ἀγαθὸν), а хорошее ведет к пользе. Тем самым он показывает Алкивиаду, что тот не имеет никакого точного понятия об этом, а поскольку порочно невежество, принимающее себя за знание (117d), и более всего - в важных вопросах, среди которых главный - о "справедливом, прекрасном, благом и полезном" (118а), то Сократ делает вывод: "ты сожительствуешь с невежеством, мой милейший, причем с самым крайним... Но ты в этом не одинок; то же самое происходит со многими, берущимися за дела нашего государства" (118b). Показав Алкивиаду, что забота о себе требует серьезно относиться к соперникам, которые во многом превосходят нас, он говорит, что "мы ничего не можем им противопоставить, кроме искусства и прилежания" (124b), призывая, осознав свое незнание, совместно учиться, "вместе искать путь к наивысшему совершенству" (124с). В дальнейшем рассуждении Сократ высказывает формулу этического рационализма "в чем каждый разумен, в том он и добродетелен" (125а) и ставит вопрос о подлинной заботе о себе, отличной от заботы о своей собственности (128а). Забота о себе требует познать себя, и на вопрос: "Что же это такое – человек?" (греч. τί ποτ᾽ οὖν ὁ ἄνθρωπος;) (129e) он отвечает: "человек – это душа" (греч. ψυχήν) (130с), а поэтому любовь к душе важнее, чем любовь к телу, которое со временем увядает. И заботиться (греч. ἐπιμελητέον), прежде всего, следует о душе (132с), в чем и есть смысл дельфийской надписи "Познай себя". "Душа, если она хочет познать самое себя, должна заглянуть в [другую] душу, особенно же в ту ее часть, в которой заключено достоинство (греч. ἀρετή) души - мудрость (греч. σοφία)" (133b). Знание себя делает возможным рассудительность (σωφροσύνη), включающую знание других, знание государства и умение управлять им, достигая как собственных счастья и добродетели, так и прививая их согражданам. Но пока рассудительность не обретена, следует учиться ей у более достойных, поскольку и "дурному человеку подобает рабствовать", тогда как "добродетель присуща свободе" (135с)

## Переводчики
- С.Я.Шейнман-Топштейн.
- В.Н.Карпов.